# フレンチロリータ
フレンチロリータ（French lolita）とは、ロリータ的な魅力を武器に活躍したフランスの歌手・女優・アイドルたちのことである。日本人が日常使用する言葉としてはアイドル（和製英語）がイメージ的に近い。

## 誕生
1955年に発表されたウラジミール・ナボコフの小説『ロリータ』の影響は甚大なるもので、男性を振り回す少女性といったものが、単なる男性の持つ幻想というレベルを超えて、社会現象としてさまざまな面から考察されるようになった。おりしも60年代に向かって、フランスではアプレゲール（戦後派）という反道徳、反規範、性的反抗といった社会的潮流が形成される。戦争直後の道徳強化に対する反逆であり、日英米における怒れる世代、太陽族、理由なき反抗世代などの流行と同時代の現象である。
そのようなときに16歳のときからファッション誌「ELLE」の専属モデルとして活躍していたブリジット・バルドーが、1956年の映画『素直な悪女』によって話題をさらった。彼女の強烈で開放的なヌード、分厚くぽってりとした子供のような、しかし官能性を帯びた誘惑的な唇、自由闊達さ、道徳にとらわれない大胆な行動、BB（赤ん坊）と呼ばれながら小悪魔的に男性を振り回すその有様が、彼女の現実生活とスクリーンの双方から50年代後半の世界に大きな影響を与えた。特に（最初に『ロリータ』を出版した）フランスでは、『第二の性』によって「人は女に生まれるのではない。女になるのだ」と書いた女性解放の前衛シモーヌ・ド・ボーヴォワールが1960年『ブリジット・バルドーとロリータ・シンドローム』 (Brigitte Bardot and the Lolita Syndrome) というバルドー写真集を兼ねた評伝を発表し、ロリータとしてのバルドーという存在を「彼女こそ戦後の新しいエロティシズムのシンボルである。同時に女の歴史をその身ひとつで翻したのだ」と賞賛した。
フレンチロリータは、こうして社会の幻想と自らの性を逆手に取った、主体的な女性の側からするロリータ宣言として誕生したのである。

## 展開
ミレーヌ・ドモンジョ、カトリーヌ・スパーク、クラウディア・カルディナーレ、パスカル・プティといったその後に来た女優たち、さらにはゴダール映画のアンナ・カリーナといったヌーヴェルヴァーグの女優たちが、エロスと、良家の子女的な気品、媚態と不服従、思春期少女的な臆病さと大胆さなどを要素にいかんなくロリータ振りを発揮してバルドーの後に続いた。

## 人物
- ジェーン・バーキン - 女優、歌手
- フランス・ギャル - 歌手
- アンナ・カリーナ - 女優
- シルヴィ・ヴァルタン - 歌手
- ジョアンナ・シムカス - 女優
- ドミニク・サンダ - 女優
- イザベル・アジャーニ - 女優
- マリー・ラフォレ - 女優
- フランソワーズ・アルディ - 歌手
- ミュウ＝ミュウ - 女優
- シャルロット・ゲンズブール - 女優、歌手（セルジュ・ゲンズブールの娘）
- ベアトリス・ダル - 女優
- イレーヌ・ジャコブ - 女優
- エマニュエル・ベアール - 女優
- ジュリエット・ビノシュ - 女優
- ソフィー・マルソー - 女優
- アリゼ - 歌手
- ノルウェン・ルロワ - 歌手
- ヴァネッサ・パラディ - 女優、歌手
- エルザ・ランギーニ - 歌手